# Žitný ostrov
Žitný ostrov ou Veľký Žitný ostrov (littéralement « Île du Seigle » et « Grande Île du Seigle », en hongrois : Csallóköz, en allemand : Große Schüttinsel  « Grande île Schütt » pour la distinguer de Szigetköz, en slovaque : Malý Žitný ostrov, allemand : Kleine Schüttinsel) est une île de Slovaquie délimitée au sud par le Danube, au nord par le Petit Danube et à l'est par le Váh. C'est la plus grande île fluviale d'Europe et sa nappe phréatique est aussi une des plus grandes réserves d'eau potable du continent. 

## Géographie
L'île est délimitée par le Danube au sud, le Petit Danube au nord et un court tronçon du Váh à l'est. Elle se situe dans le Sud-Ouest de la Slovaquie, entre les villes de Bratislava et de Komárno et plus précisément à la confluence du Váh et du Petit Danube à Kolárovo.
Les différences d'altitude sont assez faibles entre Bratislava (134 m), Komárno (108 m) et Dunajská Streda (118-119 m).